# E&a film
Die e&a film GmbH ist eine österreichische Filmproduktionsgesellschaft. Das Unternehmen hat seinen Firmensitz in Wien.
Das Betätigungsfeld umfasst Produktionen von Kino- und Fernsehfilmen, Dokumentarfilmen und Serienformaten. Die Produktionsfirma kann zusätzlich auf Event-Aufzeichnungen und Live-Übertragungen für verschiedene Formate sowie Auftragsproduktionen verweisen.

## Geschichte
Markus Pauser und Erich Schindlecker kannten sich bereits aus beruflichen Tätigkeiten für unterschiedliche Produktionsfirmen und Projekte. Die positive Zusammenarbeit ergab daraufhin 2008 die gemeinsame Gründung der Filmproduktionsfirma e&a film. 
Bereits zuvor wurde mit dem österreichischen Kabarettisten Alfred Dorfer die Polit-Satire-Show „Dorfers Donnerstalk“ entwickelt und für den Österreichischen Rundfunk (ORF) produziert. Diese war im Produktionszeitraum von 2004 bis 2012 wesentlicher Bestandteil der Sendeleiste „Donnerstag Nacht“ auf ORF 1 und wurde für die innovative Umsetzung mit der „Goldenen Romy“ für die beste Programmidee ausgezeichnet. Im Zeitraum der Firmengründung wurden weitere Format-Ideen weiterverfolgt und entwickelt.
Mit der Comedy-TV-Serie „Die Lottosieger“ (3 Staffeln à 10 Folgen) konnte das erfolgreichste 25-Minuten-Format der letzten 20 Jahre (Stand 2015) im ORF realisiert werden. Neben den eigen entwickelten Konzepten werden auch Auftragsproduktionen produziert. Für die „Tatort“-Krimireihe (ARD, ORF, SRF) mit dem österreichischen ‚Ermittler-Team’ Harald Krassnitzer (als Moritz Eisner) und Adele Neuhauser (als Bibi Fellner) wurden bislang drei Verfilmungen seit 2012 umgesetzt, die Regie erfolgte dabei durch Harald Sicheritz (Episodentitel: ‚Zwischen den Fronten’), Robert Dornhelm (Episodentitel: ‚Gier’) und Michi Riebl (Episodentitel: ‚Sternschnuppe’).
2013 produzierte die e&a film den Kino-Film „Die Mamba“, mit Michael Niavarani und Christoph Maria Herbst in den Hauptrollen, die Regie führte bei dieser Komödie Ali Samadi Ahadi. Der Film wurde mit dem „Goldenen Ticket“ ausgezeichnet.
Die e&a film ist Mitglied des Produzentenverbands Film Austria.

## Film- & Fernsehproduktionen

### Kino
- 2011: Gegenlichter. Suche nach Paul Celan (Regie: Katharina Mihm)
- 2013: Die Mamba (Regie: Ali Samadi Ahadi)
- 2023: Griechenland (Regie: Claudia Jüptner-Jonstorff und Eva Spreitzhofer)

### TV
- 2004–2012: Dorfers Donnerstalk (Regie: David Schalko, Live-Regie: Michael Kögler)
- 2008–2011: Die Lottosieger (Regie: Leo Bauer)
- 2008–2011: Dorfer spricht mit... (Regie: Peter Payer)
- 2009–2010: Der wilde Gärtner (Regie: Florian Kehrer)
- 2010: Burgenland ist überall (Regie: Leo Bauer)
- 2012: Tatort – Zwischen den Fronten (Regie: Harald Sicheritz)
- 2012: Tribute to Lukas Resetarits (Regie: Peter Schröder)
- 2013: Eckel mit Kanten (Regie: Peter Schröder)
- 2013: Roland Düringer 50 Jahre ungebremst (Regie: Florian Kehrer)
- 2014: Morgenland im Abendland (Regie: Werner Boote)
- 2014: Tatort – Gier (Regie: Robert Dornhelm)
- 2015: Tatort – Sternschnuppe (Regie: Michi Riebl)
- 2018: Tatort – Die Faust (Regie: Christopher Schier)
- 2020: Vier Saiten (Regie: Michael Kreihsl)
- 2024: Eigentlich sollten wir (Regie: Harald Sicheritz)